# Elle (film, 2016)
Pour les articles homonymes, voir Elle.
Pour plus de détails, voir Fiche technique et Distribution.
Elle est un thriller germano-franco-belge réalisé par Paul Verhoeven et sorti en 2016. Il s'agit d'une adaptation du roman français « Oh… » de Philippe Djian, publié en 2012.
Quinzième film du réalisateur, Elle marque son retour au long métrage, dix ans après la sortie de son précédent film, Black Book.
Le film est présenté en compétition au festival de Cannes 2016. En 2017, Paul Verhoeven et son interprète principale Isabelle Huppert obtiennent respectivement les Golden Globes du meilleur film étranger et de la meilleure actrice dans un film dramatique. Isabelle Huppert reçoit également une nomination à l'Oscar de la meilleure actrice. Nommé onze fois aux César 2017, le film reçoit deux récompenses : le César du meilleur film et celui de la meilleure actrice pour Isabelle Huppert.

## Synopsis
Georges Leblanc est emprisonné depuis les années 1970 pour avoir perpétré un massacre de masse. À l'époque, il avait impliqué sa fille Michèle dans sa folie meurtrière. Aujourd'hui, Michèle Leblanc (Isabelle Huppert) est devenue une femme d'affaires que rien ne semble atteindre. Mais au moment où son père demande à être remis en liberté, elle est violée par un inconnu masqué dans sa villa de Saint-Germain-en-Laye. Alors qu'en écho à son expérience primitive avec la police, elle décide de ne pas porter plainte, un processus s'enclenche : un jeu de rôle avec son violeur et une confrontation à son passé, qui la mèneront à se libérer du « déni étrange » qui la porte.

## Fiche technique
Sauf indication contraire, les informations mentionnées dans cette section peuvent être confirmées par la base de données cinématographiques IMDb,  présente dans la section « Liens externes ».
- Titre original : Elle
- Réalisation : Paul Verhoeven

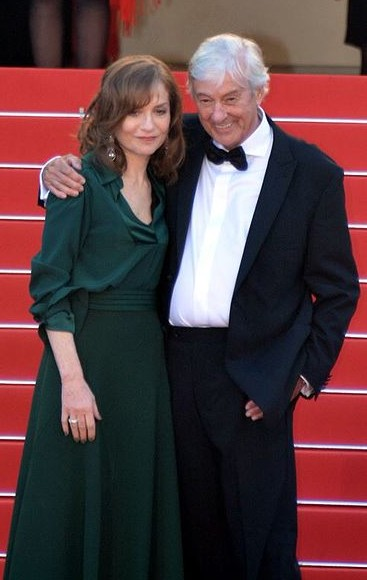
Isabelle Huppert et Paul Verhoeven lors de la présentation du film au festival de Cannes 2016.

- Scénario : David Birke (adapté en français par Harold Manning), d'après le roman « Oh… » de Philippe Djian, publié en 2012
- Direction artistique et décors : Laurent Ott
- Costumes : Nathalie Raoul
- Photographie : Stéphane Fontaine
- Son : Katia Boutin, Jean-Paul Mugel et Alexis Place
- Montage : Job ter Burg
- Musique : Anne Dudley
- Supervision musicale : Elise Luguern
- Production : Saïd Ben Saïd et Michel Merkt
- Sociétés de production : SBS Productions ; SBS Films, France 2 Cinéma, Entre Chien et Loup, Twenty Twenty Vision[1],[2] (coproduction)[3]
- Société de distribution : SBS Distribution (France)
- Budget : 8,21 millions d'euros[4]
- Pays d'origine :  Belgique,  France,  Allemagne
- Langue originale : français[5]
- Format : couleur - Ratio : 2,39:1
- Genre : thriller, comédie noire, drame
- Durée : 130 minutes
- Dates de sortie[6] :
  - France : 21 mai 2016 (Festival de Cannes) ; 25 mai 2016 (sortie nationale)
  - Belgique et Suisse : 25 mai 2016
- Classification :
  - France : Interdit aux moins de 12 ans

## Distribution
- Isabelle Huppert : Michèle Leblanc
- Laurent Lafitte : Patrick, le voisin de Michèle
- Anne Consigny : Anna, l'amie et collègue de Michèle
- Charles Berling : Richard, l'ex-mari de Michèle
- Virginie Efira : Rebecca, l'épouse de Patrick
- Judith Magre : Irène, la mère de Michèle
- Christian Berkel : Robert, le mari d'Anna et l'amant de Michèle
- Jonas Bloquet : Vincent, le fils de Michèle
- Alice Isaaz : Josie, la compagne de Vincent
- Vimala Pons : Hélène, la compagne de Richard
- Raphaël Lenglet : Ralph, le compagnon d'Irène
- Arthur Mazet : Kevin, un employé de Michèle
- Lucas Prisor : Kurt, un employé de Michèle
- Hugo Conzelmann : Philipp Kwan
- Stéphane Bak : Omar, le collègue de Vincent
- Nicolas Beaucaire : l'agent immobilier
- Jean-Noël Martin : le maître d'hôtel
- Olivia Gotanegre : l'infirmière
- Caroline Breton : une jeune femme nue

## Production

### Genèse et développement
Après le succès de Black Book (2006), le réalisateur Paul Verhoeven développe un projet de film sur Jésus de Nazareth, un autre sur le milieu des cartels de drogue mexicains intitulé Rogue ainsi qu'une adaptation du roman anticolonialiste de Louis Couperus, La Force des ténèbres, mais peine à trouver les financements nécessaires. En 2012, il réalise un film expérimental de 55 minutes intitulé Tricked mais admet que « l'expérience était peut-être plus intéressante que le film qui en a résulté ». Le producteur Saïd Ben Saïd lui soumet alors le roman « Oh… » de Philippe Djian et Paul Verhoeven se montre vite enthousiaste à l'idée d'en faire un film : « C'était très différent de ce que j'avais fait auparavant. J'ai toujours pensé qu'il fallait ne jamais se répéter mais au contraire explorer de nouveaux territoires, ne pas se sentir en sécurité. D'un point de vue existentiel, c'est important de ne pas savoir ce qui vous attend. C'est ma manière de renouveler ma créativité, même si ça peut être effrayant. C'est pour cette raison que je n'ai jamais réalisé de suites à mes propres films qui ont fait l'objet de remakes ou de sequels. »
Le réalisateur est particulièrement intéressé par la force et la complexité de l'héroïne ainsi que par la structure du récit. « À la lecture du livre, j'ai immédiatement aimé cet équilibre entre le thriller et tout ce que ses relations avec autrui révèlent de sa personnalité. Son caractère est défini par la manière dont elle traite les autres. Il n'y a aucune introversion ni d'explication psychologique à son comportement. Elle est simplement définie par ses actions ». Paul Verhoeven voit également un parallèle entre l'histoire de Elle et celle de l'un de ses films préférés, Belle de jour de Luis Buñuel, l'histoire d'une femme riche qui décide de se prostituer parce qu'elle s'ennuie : « Il y a quelque chose de Belle de jour dans Elle dans le sens où mon film aborde aussi des comportements jugés immoraux ou anormaux en les traitant comme s'ils étaient normaux. »
Le projet, dévoilé en mai 2014 pendant le Marché du film de Cannes, est annoncé comme « du pur Verhoeven, extrêmement érotique et pervers ». Le coproducteur du film Arte France Cinéma le décrit comme un « portrait de femme dans lequel on retrouve la verve, la violence, l’énergie vitale et les talents de satiriste » du réalisateur.
Le film, rebaptisé Elle, est prévu pour être filmé à Boston en langue anglaise mais, d'après Paul Verhoeven, il s'est avéré impossible de tourner un sujet aussi sulfureux aux États-Unis. Il choisit alors de tourner en langue française et à Paris, avec le producteur Saïd Ben Saïd. Afin de communiquer comme il le souhaite avec les équipes du film, le réalisateur suit pendant quinze jours des cours intensifs de français dans un institut de langue aux Pays-Bas.

### Attribution des rôles

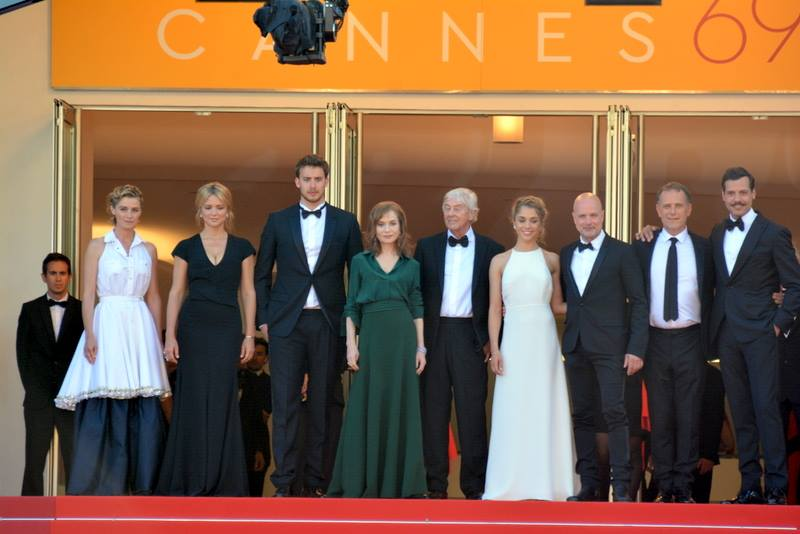
La distribution du film au Festival de Cannes 2016 : Anne Consigny, Virginie Efira, Jonas Bloquet, Isabelle Huppert, Paul Verhoeven, Alice Isaaz, Christian Berkel, Charles Berling et Laurent Lafitte.

Pour le rôle principal, Paul Verhoeven recherche une actrice « prête à assumer ». Il rencontre ainsi Nicole Kidman, qu'il pense être parfaite pour incarner le personnage de Michèle. Il pense également à Marion Cotillard, Diane Lane, Sharon Stone et Carice van Houten. En septembre 2014, Isabelle Huppert est confirmée dans le rôle de Michèle. L'actrice est particulièrement sensible à la puissance du roman, que Philippe Djian avait écrit en pensant à elle, et par la force du personnage : « À sa sortie, le livre a provoqué des réactions un peu agitées. Sans vouloir aller sur une pente glissante, en faisant le film, j'ai trouvé qu'un point de vue féministe s'y développait presque. C'est tout de même quelqu'un qui passe de l'état d'objet à celui de sujet, qui prend le contrôle de ce qu'elle subit, jusqu'à en devenir la manipulatrice. Elle ne se comporte pas comme une victime. Elle supporte tout, ne s'effondre jamais, malgré l'accumulation des forces qui pèsent sur elle, qu'elles soient surgies du passé, du présent, familiales, professionnelles… Au milieu de ce chaos, elle tient bon, elle surnage tout le temps, chose à laquelle je me suis beaucoup attachée pendant le tournage. J'aurais pu être tentée d'y renoncer. Mais finalement, je ne l'ai pas fait, et je crois que j'ai eu raison. » Huppert est depuis longtemps une admiratrice des films de Paul Verhoeven et décrit ce dernier comme « l'un des plus grands réalisateurs au monde pour moi ».
En novembre 2014, c'est au tour de Virginie Efira, Laurent Lafitte, Anne Consigny et Charles Berling de rejoindre le projet.

### Tournage

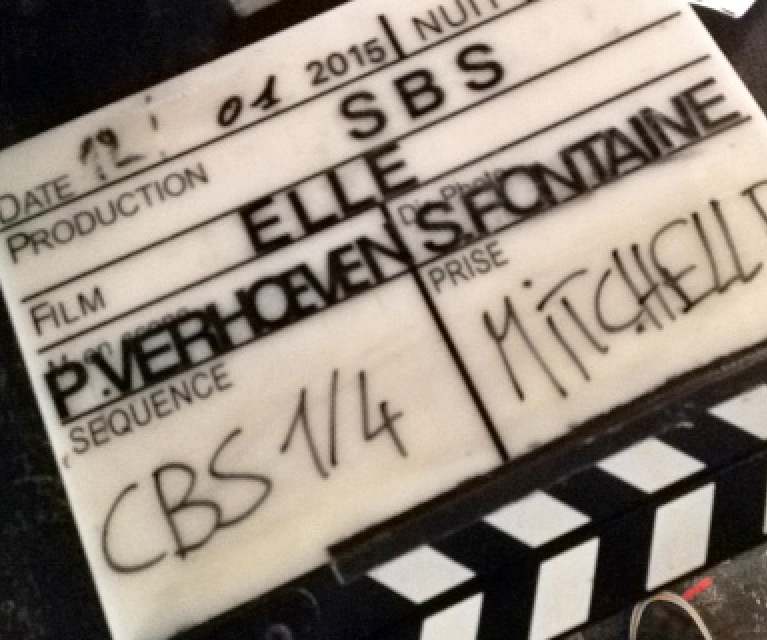
Clap de tournage du film.

Le tournage débute à Paris, le 10 janvier 2015, pour une durée de trois mois, dont cinq semaines passées dans une villa de Saint-Germain-en-Laye. Une scène initialement prévue dans un commissariat est annulée à la suite des attentats survenus à Paris entre les 7 et 9 janvier de la même année. Durant le tournage, le réalisateur et certains acteurs ont affiché leur soutien aux victimes de l'attaque du musée du Bardo survenue le 18 mars 2015 avec des photographies et des messages. Le film a été également tourné rue Adrien-Agnès à Stains, au centre de tir de La Courneuve, à la prison de la Santé et à celle de Fresnes, au cimetière du Père-Lachaise et à La Celle-Saint-Cloud.
Pour la mise en scène, Paul Verhoeven s'inspire de Huit et demi de Federico Fellini, La Règle du jeu de Jean Renoir et La Soif du mal d'Orson Welles, des films « toujours en mouvement ». Comme il l'explique dans un entretien avec les Cahiers du cinéma, le réalisateur explique préférer « utiliser le montage dans un sens hitchcockien, de manière à ce qu'il ne soit pas trop visible. J'essaie de monter en utilisant le mouvement des acteurs. On ne coupe pas les êtres dans la vie! » Pour ce faire, le réalisateur choisit de tourner son film avec deux caméras numériques Arriflex Alexa utilisées simultanément avec deux focales différentes « Aujourd'hui, le temps donné au réalisateur pour faire son film a diminué de 40 à 50 pour cent. Travailler avec deux caméras résout une partie du problème tout en vous donnant la possibilité de faire des choses que vous n'auriez pas pu faire auparavant. »

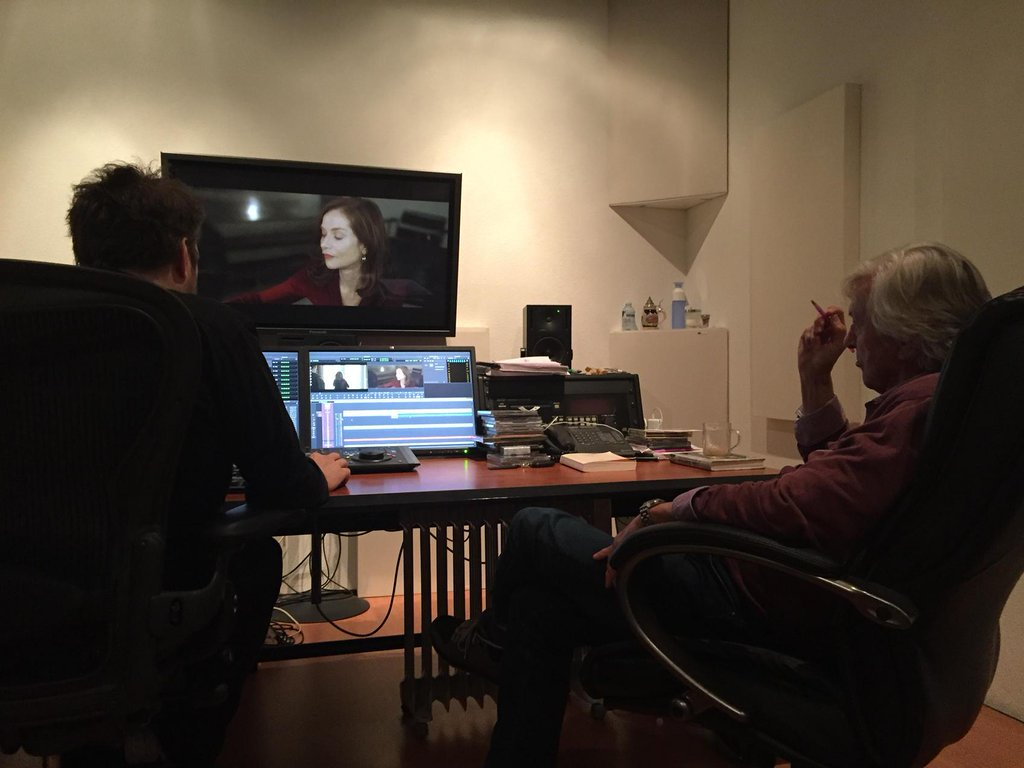
Paul Verhoeven dans sa salle de montage à Amsterdam.

Une fois les prises de vues achevées, Paul Verhoeven parle d'un tournage « difficile » mais admet plus tard avoir vécu une aventure « extrêmement heureuse ». Il ajoute également qu'il s'agit peut-être de son film le « plus subversif » mais dément les rumeurs selon lesquelles il s'agit d'un film érotique dans la même veine que certains de ses précédents films tels que Basic Instinct. Il décrit Isabelle Huppert comme la meilleure actrice avec laquelle il ait travaillé. « C'est quelqu'un de très spécial, en mesure d'éviter tout cliché dans n'importe quelle situation. Elle arrive sur le plateau avec toutes sortes de détails supplémentaires dont vous n'oseriez même pas rêver. Elle est non seulement une grande actrice mais elle est aussi particulièrement imaginative et créative dans son approche du personnage. Je n'ai pas eu besoin de lui dire quoi que ce soit à propos de Michèle car elle savait exactement dès le début ce que son personnage ferait et comment il agirait dans n'importe quelle circonstance. Elle est extrêmement audacieuse et n'avait vraiment aucun problème avec tout ce qui était dans le scénario. J'ai un grand respect pour elle. »
De son côté, Isabelle Huppert parle d'une expérience « formidable » malgré « douze semaines de travail exténuantes ». Pour l'actrice, l'élément le plus intéressant du film est son ambiguïté continuelle, comme l'explique le réalisateur dans un entretien, « Effectivement, c’est toujours ambigu. Il est difficile de comprendre entièrement cette femme ; tout est flottant, les intrigues se mêlent. J’avais déjà fait ça dans d’autres films. Notamment Total Recall, dans un registre différent, en mélangeant rêve et réalité. À la fin, on ne sait pas très bien quoi penser, ce n’est pas clair. J’aime multiplier les hypothèses. Comme dans la vraie vie, on ne sait pas ce qui se cache derrière un visage souriant. Ou pas. »

### Musique

#### Bande originale
La bande originale du film est publiée le 23 septembre 2016 chez Sony Classical.

#### Musiques additionnelles
Sauf indication contraire, les informations mentionnées dans cette section peuvent être confirmées par le générique de fin de l'œuvre audiovisuelle présentée ici, ainsi que par la base de données cinématographiques IMDb,  présente dans la section « Liens externes ».
Parmi les musiques additionnelles présentes dans le film mais non recensées par l'IMDb, on pourra trouver :
- Do the strand - Roxy Music
- Los Angeles - Las Aves
- Knight Moves - Chilly Gonzales
- The Prize - Gravenhurst
- Der, welcher wandert diese Strasse voll Beschwerden - La Flûte enchantée - Mozart
- Divertimento n° 1 (it) - Andante, KV 136 - Mozart
- Concerto pour hautbois Op. 9 n°11 en Si bémol majeur - Tomaso Albinoni
- Warfare - Philip Guyler
- Storm Catcher - Mitch A. Lijewski & Chris Field (en)
- Lonely Boy - Mike Verzi / Pete Masitti
- Vis ta vie - Christian Marsac
- Come follow me - Bob Bradley (en)
- Alpha Level - Terry Devine-King & Evelyn Glennie
- Battle Hordes - Dan Skinner & Adam Skinner
- Hold On - Gareth Johnson
- Game Audio Factory - Henri-Pierre Pellegrin
- Strike Down - Kes Loy & Richard Kimmings
- lust for life - iggy pop

## Accueil

### Promotion

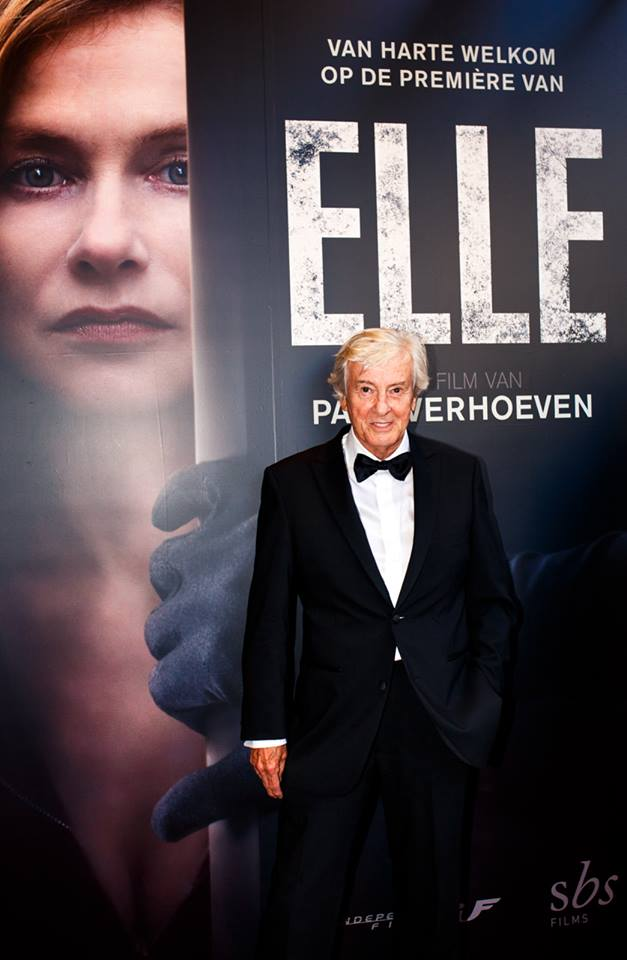
Paul Verhoeven à la première du film à Amsterdam.

En mars 2015, Le Journal de Saint-Germain-en-Laye publie un entretien avec Isabelle Huppert accompagné des premiers visuels officiels. Il s'agit de quatre photographies du tournage où apparaissent Huppert, Verhoeven, Anne Consigny, Virginie Efira, Laurent Lafitte, Vimala Pons et Charles Berling. L'affiche définitive et la bande annonce sont dévoilées en janvier 2016. En mars 2016, Le Film français annonce que la date de la sortie du film prévue en France au 21 septembre 2016 est finalement avancée au 25 mai 2016. Le 14 avril 2016, la sélection officielle en compétition du film au Festival de Cannes 2016 est annoncée. Elle marque le retour de Paul Verhoeven au Festival vingt-quatre ans après la présentation de Basic Instinct. Le même jour, quatre nouveaux visuels sont dévoilés sur le site Internet du distributeur.

### Accueil critique
| Site ou magazine | Note   |
| ---------------- | ------ |
| Allociné         | 4,4/5  |
| Rotten Tomatoes  | 91%    |
| Metacritic       | 89/100 |

Le film est acclamé par la critique lors de sa présentation au Festival de Cannes 2016 où l'équipe reçoit une ovation debout de près de sept minutes. Pour Stéphane Delorme des Cahiers du cinéma, c'est « un retour foudroyant du Hollandais. Nous n’osions rêver d’un film aussi audacieux, aussi généreux, dont la fiction foisonnante vient fortement interroger le cinéma français sur son propre terrain. » Pour Jean-Philippe Tessé, également des Cahiers du cinéma, « c'est une grande joie de retrouver Paul Verhoeven dans une telle forme. Il faut toute son audace pour plonger avec une telle agilité et un tel plaisir dans une histoire aussi dingue. Elle est un film très noir et très drôle, un film vraiment tordu et vraiment fou. » Pour Christophe Narbonne et Gérard Delorme du magazine Première, Paul Verhoeven signe avec Elle « son film sans doute le plus féroce depuis Le Quatrième Homme », un « film choc, portrait sadomasochiste d'une grande bourgeoise au passé trouble. Avec une Isabelle Huppert grandiose ». Pour Fausto Fasulo de Mad Movies, il s'agit d'un « portrait de femme d'une infinie complexité et dont chaque précieuse nuance nous renvoie à la beauté amorale de certains romans porno japonais des années 70 » et ajoute qu'en « à peine quelques secondes de film, l'évidence nous transperce : ni le temps, ni l'expatriation n'ont jugulé la vigueur, la précision et le goût du risque d'un réalisateur dont on a peut-être oublié - ou sous-estimé - la capacité à revitaliser ses obsessions quand il change de genre ou de pays d'adoption. » Pour Thierry Chèze de Studio Ciné Live, il s'agit d'un « Verhoeven majeur » où « la perversité est élevée au rang de (grand) art » et où « chaque plan, superbement construit, baigne dans cette ambiguïté perverse qui entraîne le récit sur une palette inouïe de sensations diverses, de la violence frontale à la farce burlesque. » Pour Louis Guichard, de Télérama, le film est excellent grâce à une « Isabelle Huppert époustouflante, au bord de l'ambiguïté vénéneuse ».

### Box-office
La sortie nationale du film en France a lieu le 25 mai 2016 sur 290 écrans. Il cumule 213 665 entrées durant sa première semaine d'exploitation et se classe en troisième position au box office après les blockbusters Warcraft : Le Commencement et X-Men: Apocalypse. Finalement, Elle totalise 636 312 entrées, ce qui permet à Paul Verhoeven de refaire un score honorable en France après l'échec commercial de Black Book  (124 887 entrées),.
Aux États-Unis, Elle sort dans une combinaison limitée de salles et rapporte plus d'un million de dollars durant neuf semaines. À la suite de son succès aux Golden Globes et la nomination aux Oscars dans la catégorie de la meilleure actrice, le long-métrage voit augmenter les copies distribuées en salles (209), en engrangeant plus de 700 000 dollars de recettes durant la période post-Golden Globes et dépasse les 2 millions de dollars.
Dans le monde, le film rapporte 12 748 594 dollars .

## Distinctions

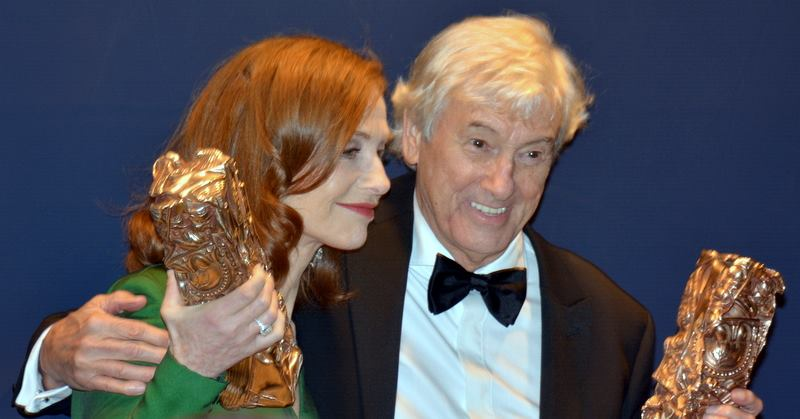
Isabelle Huppert et Paul Verhoeven à la 42e cérémonie des César.

Le film est présenté en compétition dans la sélection officielle du Festival de Cannes 2016. Il est également nommé au prix du meilleur film au Festival du film de Londres et au Lisbon & Estoril Film Festival, et à celui du public au Festival international du film de Melbourne et au New Zealand International Film Festival (en). Il obtient le Grand Prix du International Cinephile Society Awards 2016.
Il se classe en deuxième position dans le Top 10 2016 des Cahiers du Cinéma (derrière Toni Erdmann) et no 3 dans le Top 30 2016 du British Film Institute ainsi que dans le Top 10 2016 du Cercle.
| - César 2017 : - Meilleur film - Meilleure actrice pour Isabelle Huppert - Boston Online Film Critics Association Awards 2016 : meilleure actrice pour Isabelle Huppert - Boston Society of Film Critics 2016 : meilleure actrice pour Isabelle Huppert (également pour L'Avenir) - Critics' Choice Movie Awards 2016 : meilleur film en langue étrangère - Florida Film Critics Circle 2016 : - Meilleure actrice pour Isabelle Huppert - Meilleur film en langue étrangère - Gotham Independent Film Awards 2016 : meilleure actrice pour Isabelle Huppert - Los Angeles Film Critics Association 2016 : meilleure actrice pour Isabelle Huppert (également pour L'Avenir) - New York Film Critics Circle Awards 2016 : meilleure actrice pour Isabelle Huppert (également pour L'Avenir) - New York Film Critics Online 2016 : meilleure actrice pour Isabelle Huppert - San Francisco Film Critics Circle 2016 : meilleure actrice pour Isabelle Huppert - St. Louis Film Critics Association 2016 : - Meilleure actrice pour Isabelle Huppert - Meilleur film en langue étrangère - Vancouver Film Critics Circle 2016 : meilleure actrice pour Isabelle Huppert - Washington D.C. Area Film Critics Association 2016 : meilleur film étranger - Golden Globes 2017 : - Meilleure actrice dans un film dramatique pour Isabelle Huppert - Meilleur film en langue étrangère - Prix Lumières 2017 : - Meilleur film - Meilleur réalisateur pour Paul Verhoeven - Meilleure actrice pour Isabelle Huppert - Globes de cristal 2017 : meilleure actrice pour Isabelle Huppert - Prix du syndicat français de la critique de cinéma 2017 : meilleur film français - Goya du meilleur film européen 2017 - 32e cérémonie des Independent Spirit Awards 2017 : Meilleure actrice | - Festival de Cannes 2016 : sélection officielle, en compétition - Festival du film de Londres 2016 : Meilleur film - Prix du cinéma européen 2016 : - Meilleur film - Meilleur réalisateur pour Paul Verhoeven - Meilleure actrice pour Isabelle Huppert - Oscars 2017 : - Meilleure actrice pour Isabelle Huppert - César 2017 : - Meilleur réalisateur pour Paul Verhoeven - Meilleur acteur dans un second rôle pour Laurent Lafitte - Meilleure actrice dans un second rôle pour Anne Consigny - Meilleur espoir masculin pour Jonas Bloquet - Meilleure adaptation pour David Birke - Meilleure musique pour Anne Dudley - Meilleure photographie pour Stéphane Fontaine - Meilleur montage pour Job ter Burg - Meilleur son pour Jean-Paul Mugel, Alexis Place, Cyril Holtz et Damien Lazzerini |